# Buccinum physematum
Buccinum physematum är en snäckart som beskrevs av Dall 1919. Buccinum physematum ingår i släktet Buccinum och familjen valthornssnäckor. Inga underarter finns listade i Catalogue of Life.